# Alemanha Ocidental nos Jogos Paralímpicos de Verão de 1988
Alemanha Ocidental participou dos Jogos Paralímpicos de Verão de 1988, que foram realizados na cidade de Seul, na Coreia do Sul, entre os dias 15 e 24 de outubro de 1988.
A delegação, com 188 integrantes, conquistara 193 medalhas, das quais 76 de ouro.